# Hookeria flabellata
Hookeria flabellata là một loài Rêu trong họ Hookeriaceae. Loài này được Sm. mô tả khoa học đầu tiên năm 1808.